# Луїджі Арканджелі
Луї́джі Аркандже́лі (італ. Luigi Arcangeli; 16 червня 1894, Форлі, Емілія-Романья, Королівство Італія — 23 травня 1931, Монца, Королівство Італія) — італійський мотоциклетний і автомобільний гонщик.

## Біографія
Луїджі Арканджелі був відомим мотогонщиком, і виступав за заводські команди компаній-виробників мотоциклів «Sarolea», «Sunbean», «Bianchi» і «Moto Guzzi», але згодом як і його друг Таціо Нуволарі перекваліфікувався на чотириколісні перегони та став автогонщиком. Його перша поява в автоперегонах знаменується перемогою у 1928 році на «Circuito di Senigallia» на 2-літровому «Bugatti T35C». Після Bugatti, він змагався у команді «Automobiles Talbot» на «Talbot T700», де у 1929-му вище 4-го місця не піднімався. Після цього його успішні перегони продовжились за кермом «Maserati Tipo 8C-2500», на якій він виграв Гран-прі Риму у 1930 році. Згодом він разом з товаришем Таціо Нуволарі, що був у ролі напарника, перейшов у команду «Alfa Corse» компанії Alfa Romeo під керівництвом Енцо Феррарі.
У 1931 році у класифікації автогонщиків у Чемпіонаті Європи з автогонок складеній Міжнародною автомобільною федерацією він зі здобутком 24 очка зайняв у підсумку 57 місце.
Арканджелі загинув на автодромі Монци за кермом Alfa Romeo Tipo A під час тестових заїздів на Гран-прі Італії. Енцо Феррарі був малослівним про цю драму й втрату талановитого пілота: «прекрасна команда друзів з великим почуттям життя, що завжди готові підставити плече один одному».
Арканджелі мав прізвисько Gigione, El leon d'Rumagna, тому що він любив одягатись у біле, був незаплямований і завжди в оточенні жінок. Фірма «Scuderia Luigi Arcangeli» була створено у пам'ять про Луїджі Арканджелі зусиллями його родини. Компанія існує досі, виробляючи обмежену кількість мотоциклів «ArcangeliMoto regolarita». Компанія була призером у 2011 році на Бельгійському і Польському національних чемпіонатах, а також була третьою на Європейському ендуро-чемпіонаті у категорії «Junior» 50 куб.см. Компанія розташована в Італії у регіоні Марке, вона також здобула багато перемог у Національній французькій лізі у категорії 50 куб.см.

## Досягнення в автомобільних перегонах
1928, 1930: «Circuito di Senigallia» — переможець
1930: «Sila Cup» — переможець
1930: «Sud circuit» — переможець
1930: «Tre Province circuit» — переможець
1930: Гран-прі Триполі — 2 місце
1930: Гран-прі Риму — переможець
1930: Гран-прі Монци — 2 місце
1930: «Avellino circuit» — 2 місце
1930: «Giro di Sicilia» — 2 місце.